# Hochseeflotte

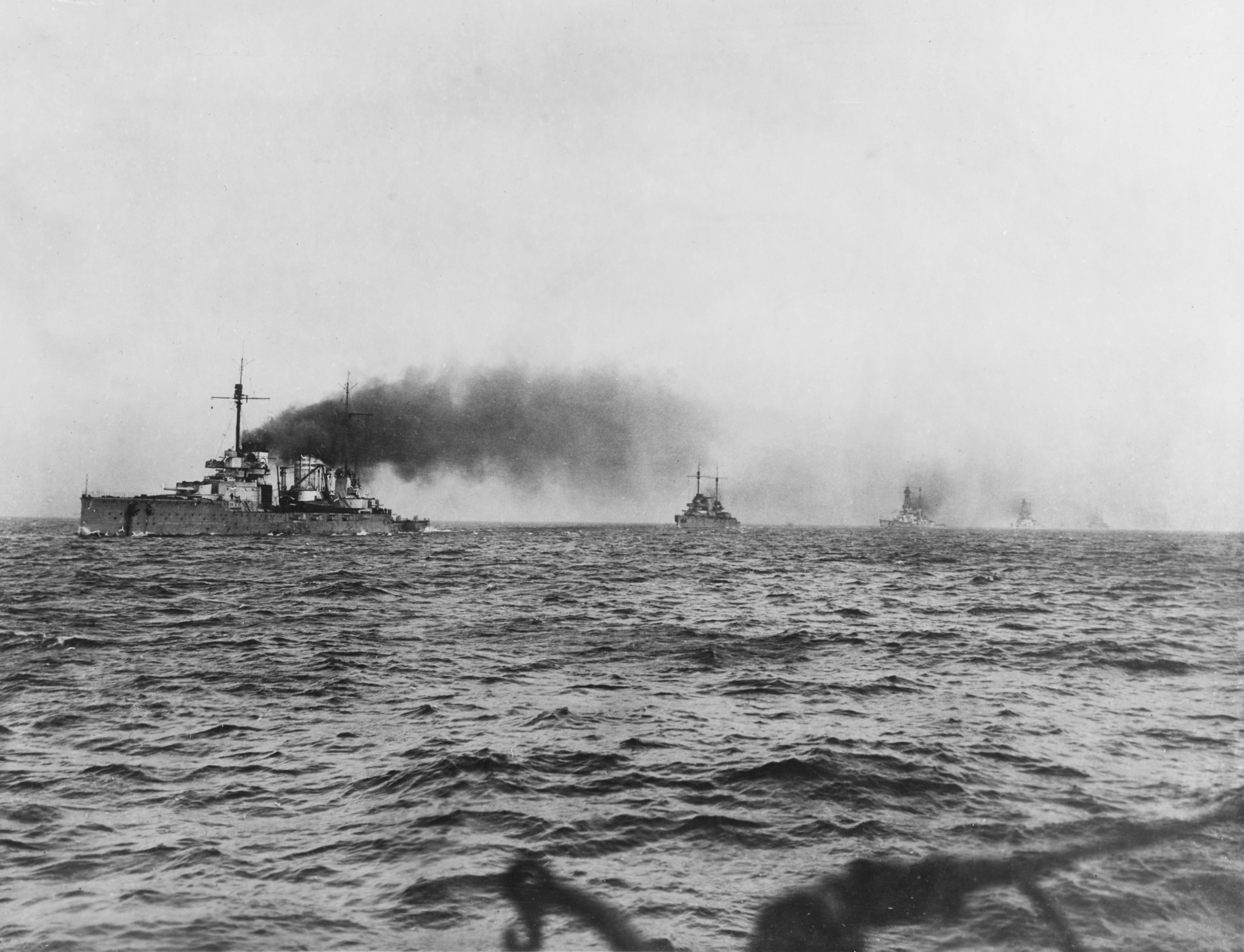
El Seydlitz encapçala la marxa dels creuers de la Hochseeflotte cap a Scapa Flow el 21 de novembre de 1918, després de la rendició d'Alemanya.

La Hochseeflotte o flota d'alta mar fou la flota de batalla principal de la marina imperial alemanya (Kaiserliche Marine) durant la I Guerra Mundial. La flota estava estacionada a Wilhelmshaven, a l'estuari del Jade, i els seus comandants foren l'almirall Friedrich von Ingenohl (1913–1915), l'almirall Hugo von Pohl (1915–1916), l'almirall Reinhard Scheer (1916–1918) i l'almirall Franz von Hipper (1918). Representà una amenaça considerable per al control de les vies marítimes al voltant de Gran Bretanya per part de la marina reial britànica (Royal Navy), de manera que la Grand Fleet (la flota principal de batalla de la Royal Navy) es veié obligada a romandre concentrada al Mar del Nord durant tota la guerra, sense poder prendre part en altres teatres d'operacions.
La Hochseeflotte aconseguí l'objectiu de paralitzar la marina britànica, però no decidí a arriscar-se en una confrontació massiva d'ambdues flotes. En lloc d'això seguí una estratègia d'incursions al Mar del Nord amb l'objectiu d'atreure una part de la flota britànica, separar-la del grup principal i destruir-la. Malgrat tot, els petits enfrontaments de Helgoland i el Dogger Bank, resultaren inconclusius, igual que l'única gran batalla naval en què participà la Hochseeflotte al complet, la batalla de Jutlàndia (31 de maig de 1916). Aquesta darrera, malgrat resultar una victòria tàctica alemanya, que per primera vegada derrotava la poderosa flota britànica, no aconseguí canviar la iniciativa estratègica naval ni encara menys el decurs de la guerra.
L'octubre de 1918, a punt de consumar-se la derrota alemanya, i amb un ambient de revolta a tot el país, l'almirall Scheer decidí realitzar un atac desesperat contra la Grand Fleet. Sabent que el govern no ho autoritzaria, decidí no informar-ne, però en el moment de salpar de Wilhelmshaven, el 29 d'octubre, molts mariners s'amotinaren o desertaren, que dugué a l'amotinament de Kiel i a la «revolució de novembre», que precipitaria la signatura de l'armistici l'11 de novembre de 1918.
Segons els termes acordats en l'armistici, la Hochseeflotte havia de salpar de les seves bases per dirigir-se a la base de la Royal Navy, Scapa Flow, a les illes Òrcades, on els vaixells alemanys quedarien internats. El 21 de novembre, seixanta vaixells britànics escortaren la flota alemanya fins a Scapa Flow. El 21 de juny de 1919 el contraalmirall Ludwig von Reuter donà l'ordre als seus capitans de sabotejar i enfonsar els seus propis vaixells, per evitar que acabessin en mans britàniques; la majoria de capitans i mariners acataren l'ordre, amb el resultat de 53 vaixells enfonsats, malgrat els esforços britànics per evitar-ho. Els nou oficials i mariners alemanys que hi moriren es consideren les darreres baixes directes de la I Guerra Mundial.

## Composició de laHochseeflottel'agost de 1914
- I Esquadra
  - vaixell almirall: cuirassat SMS Friedrich der Grosse
  - Vuit cuirassats tipus Dreadnought
- II Esquadra
  - Deu cuirassats pre-Dreadnought
- III Esquadra
  - Sis cuirassats tipus Dreadnought
- I Grup d'Exploració
  - Tres creuers de batalla
  - Un creuer cuirassat
- Tres creuers lleugers
- Setanta-set contratorpediners